# Clara Sanchis
Clara Sanchis Mira (Teruel, 1968) es una actriz y música española.

## Trayectoria
Hija del dramaturgo José Sanchis Sinisterra y de la actriz Magüi Mira, recibió una educación cultural, empezando por la música y la escritura para terminar en la interpretación. En algunas de sus actuaciones sobre el escenario introduce piezas musicales que interpreta al piano, y ha trabajado también como pianista en el Teatro de la Comedia y distintas obras teatrales.
Colabora semanalmente en La Vanguardia como articulista de opinión desde 2007.
Ha compaginado cine, televisión y teatro a lo largo de una extensa trayectoria. Es conocida por los telespectadores por sus interpretaciones de Marta Ortiz en la cuarta temporada de Amar en tiempos revueltos e Isabel de Portugal, en la serie Isabel.[cita requerida]
En cine ha trabajado a las órdenes de Gonzalo Suárez, Manuel Iborra, Ricardo Franco, Jaime Chávarri, Emilio Martínez Lázaro, Jordi Frades, Juan Mayorga y Juan Cavestany entre otros.
Formó parte de la Compañía Nacional de Teatro Clásico desde 2005 a 2008 y desde 2013 a 2016, donde interpretó obras de la Grecia clásica, a Shakespeare y clásicos de nuestro Siglo de Oro. Destacan Las troyanas de Eurípides, bajo la dirección de Mario Gas; Macbeth bajo la dirección de María Ruiz; El castigo sin venganza y El perro del hortelano de Lope de Vega.
En teatro contemporáneo destacan Festen, bajo la dirección de Magüi Mira, en el que abordan el tema de la violación por el propio padre. También La lengua en pedazos de Juan Mayorga, El lector por horas y Próspero sueña Julieta, ambas de José Sanchis Sinisterra.
La crítica alabó los matices de su interpretación de Virginia Woolf en Una habitación propia, según adaptación y montaje de María Ruiz. Para esta obra, Sanchis compuso algunas piezas musicales sobre la obra de Bach, que interpreta ella misma al piano. Confeccionó el vestuario su hermana, Helena Sanchis.
En televisión ha interpretado a Marta Ortiz, en la cuarta temporada de Amar en tiempos revueltos y a Isabel de Portugal en Isabel. También participó en la serie Cuéntame cómo pasó. Ha conducido en La 2 el magazine musical Programa de mano.

## Interpretaciones destacadas

### Teatro
- Miércoles que parecen jueves, de Juan José Millás. Dirección de Mario Gas.
- Antígona (2021), de David Gaitán. Dirección de David Gaitán. Sófocles.
- En palabras de Jo … Mujercitas (2020), de Lola Blasco. Dirección de Pepa Gamboa.
- El Mago (2018), de Juan Mayorga. Dirección de Juan Mayorga.
- Consentimiento, de Nina Raine. Dirección de Magüi Mira.
- Los desiertos crecen de noche, de José Sanchis Sinisterra. Dirección de Jesús Noguero y Clara Sanchis.
- Festen, de Tomas Vinterberg´s, dirección de Magüi Mira, en el Centro Dramático Nacional.
- Una habitación propia, de Virginia Woolf, versión y dirección de María Ruiz. (Pianista y actriz).
- El alcalde de Zalamea, de Calderón de la Barca. Dirección de Helena Pimenta. Compañía Nacional de Teatro clásico.
- Donde hay agravios no hay celos, de Rojas Zorrilla. Dirección de Helena Pimenta. Compañía Nacional de Teatro Clásico.
- Música para cronopios, dramaturgia de José Sanchis Sinisterra sobre textos de Julio Cortázar. Dirección de Natalia Menéndez.
- La lengua en pedazos, de Juan Mayorga. Dirección Juan Mayorga. Premio del público Festival de teatro Ciudad de Palencia. Premio Nacional de Literatura Dramática 2013.
- Agosto (Condado de Osage) de Tracy Letts, dirección Gerardo Vera.
- Próspero sueña Julieta de Sanchis Sinisterra. Dirección María Ruiz.
- Dos delirios sobre Shakespeare de José Sanchis Sinisterra. Dirección de Natalia Menéndez.
- Las troyanas de Eurípides. Festival de Mérida y Teatro Español. Dirección de Mario Gas.
- Don Juan de Josep Palau i Fabre. Teatro Español. Dirección de Hermán Bonín.
- El curioso impertinente de Guillen de Castro. Con la Compañía Nacional de Teatro Clásico. Dirección Natalia Menéndez.
- Tragicomedia de Don Duardos de Gil Vicente. Con la Compañía Nacional de Teatro Clásico. Dirección Ana Zamora.
- El castigo sin venganza de Lope de Vega. Con la Compañía Nacional de Teatro Clásico. Dirección Eduardo Vasco.
- Macbeth de W. Shakespeare. Dirección de María Ruiz. Festival de teatro Clásico de Almagro.
- El perro del hortelano. De Lope de Vega. Dirección de Magüi Mira.
- El Lector por horas. De José Sanchis Sinisterra. Dirección de José Luis García Sánchez. TNC y CDN.
- El anzuelo de Fenisa. De Lope de Vega. Dirección de Pilar Miró. Teatro de la Comedia.
- Goya. De Alfonso Plou. Dirección de Carlos Martín. Teatro Español.
- Hipólito. De Eurípides. Dirección de Emilio Hernández. Festival de Mérida y Teatro Albéniz.
- Arianna de Fabio Modesti Dirección de Fabio Modesti. Teatro Ringhiera, Milán (Italia).
- Le ombre di Otello de Fabio Modesti y Clara Sanchis. Festival Internazionale di Teatro di Arezzo. (Italia).
- La viuda valenciana de Lope de Vega en versión de Jorge Márquez. Dirección Elder Costa.
- El lunático de Ramón Gómez de la Serna. Dirección Emilio Hernández. Sala Olimpia.
- Calígula de Camus, Centro di Ricerca Teatrale di Milano. Dirección Carlos Martín (Italia).
- El trío en mi bemol de Rohmer. Dirección Fernando Trueba. Teatro Maria Guerrero. (Pianista y actriz)
- Cartas de mujeres de Jacinto Benavente. Dirección Emilio Hernández. (Pianista y actriz). Teatro Español.
- Como reses de Luis Matilla, Dirección Antonio Malonda. (Pianista y actriz). Sala Galileo.
- Salomé de Oscar Wilde, con la compañía de Núria Espert. Dirección de Mario Gas. Festival de Mérida.

## Premios y nominaciones
- Nominada a los Premios Mihura como Mejor Actriz Protagonista.
- Nominada a los Premios de la Unión de Actores y Actrices como mejor Actriz Secundaria por Consentimiento.
- Nominada a los Premios de la Unión de Actores y Actrices como mejor actriz protagonista por Una habitación propia.
- Premio del público a la mejor actriz (Festival de teatro Ciudad de Palencia).
- Nominada a los premios de la Unión de Actores y Actrices como mejor actriz secundaria de Televisión por Isabel.
- Nominada a los premios Fotogramas de Plata como mejor actriz.
- Nominada a los Premios MAX como mejor actriz Secundaria por El lector por horas.
- Premio Agora 2005 a la mejor actriz (Festival de Teatro Clásico de Almagro).